# Schlosskirche (Niedergösgen)

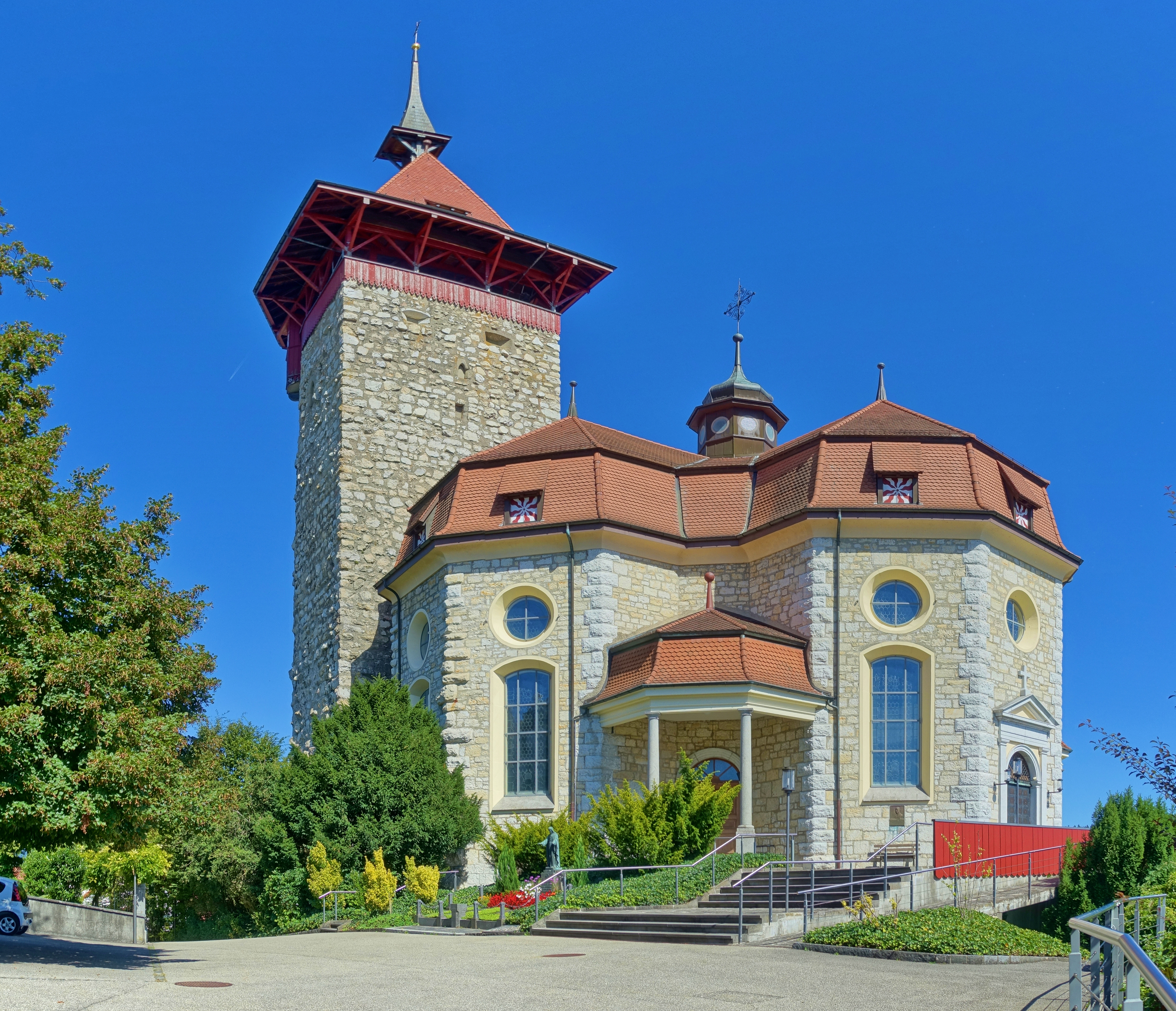
Die Schlosskirche – Ansicht vom Kirchenvorplatz

Die Schlosskirche St. Anton ist die heutige römisch-katholische Pfarrkirche von Niedergösgen im Kanton Solothurn in der Schweiz. Sie ist im Schweizerischen Inventar der Kulturgüter von nationaler und regionaler Bedeutung in der Ausgabe 2021 als A-Objekt gelistet.

## Geschichte

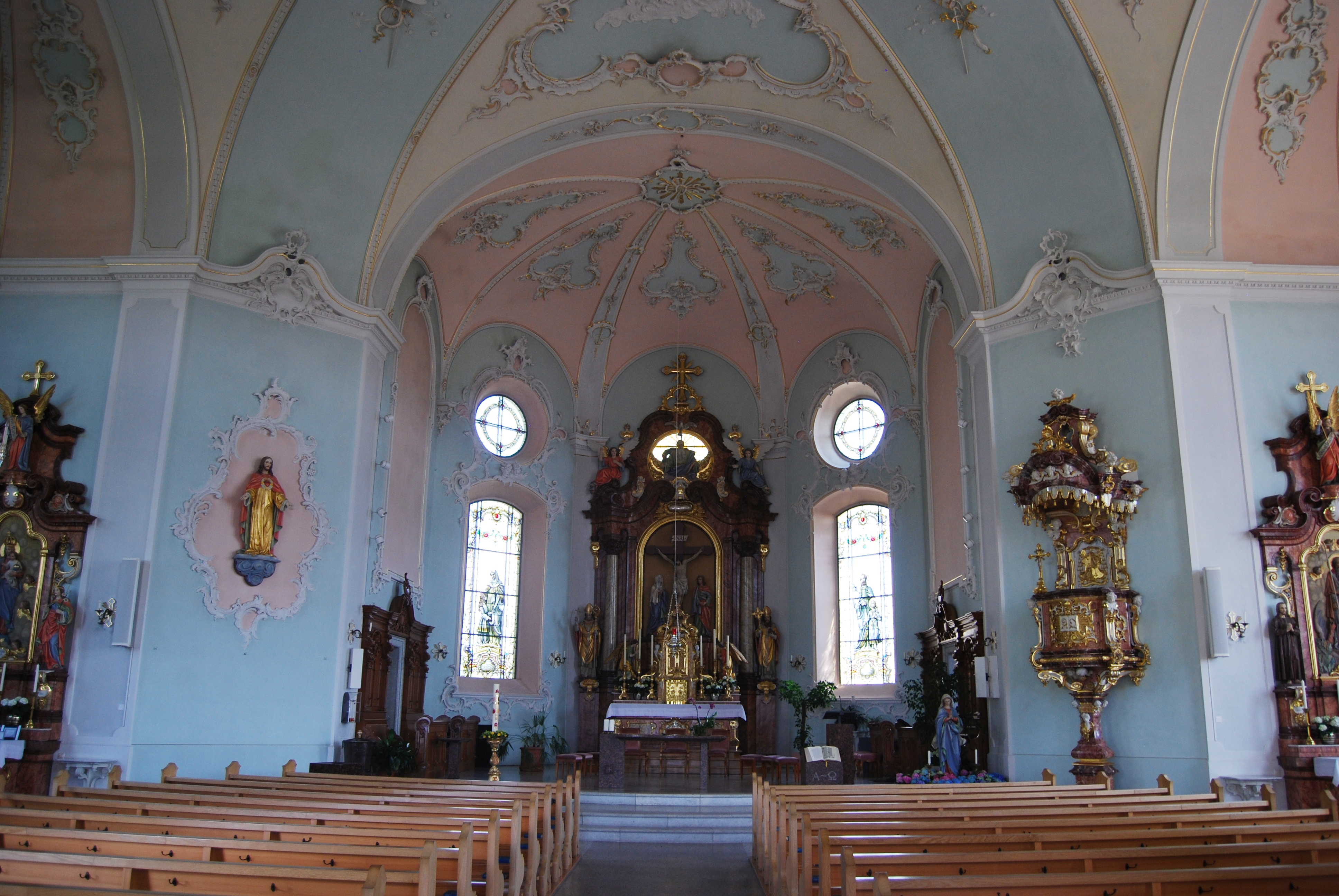
Blick zum Chor

Am Platz der heutigen Pfarrkirche von Niedergösgen befand sich seit dem Mittelalter eine Burg, die 1444 durch solothurnische und bernische Truppen zerstört wurde. Nach der Erwerbung der Herrschaft Gösgen durch Solothurn im Jahr 1458 wurde diese Burg instand gesetzt. Ab 1501 residierten hier während fast drei Jahrhunderten die solothurnischen Landvögte. Nach 1798 wurde der Schlosskomplex unterschiedlich genutzt, teilweise zerfiel er. Die Schlosskapelle hingegen bestand weiterhin und diente seit 1838 als Pfarrkirche der Gemeinde Niedergösgen. Ende der 1870er Jahre begann sich die Gemeinde im Rahmen des Kulturkampfes in eine römisch-katholische und in eine christkatholische Gemeinde zu teilen. Als es den Christkatholiken in den 1890er Jahren gelang, das Recht auf Mitbenutzung der Pfarrkirche durchzusetzen, nahmen die Spannungen noch zu. Daraufhin erwarb die romtreue Gemeinde die alte Burgruine, um sich hier eine eigene Pfarrkirche bauen zu lassen. Mit der Planung des Kirchenbaus wurde der St. Galler Architekt August Hardegger betraut. Er übernahm den Bergfried der Burg und gestaltete ihn zum monumentalen Kirchturm um. Mit dem Bau wurde 1903 begonnen. Am 28. August 1904 wurde die neubarocke Kirche eingeweiht. In den 1990er Jahren fand eine umfangreiche Gesamtrestauration statt, bei der die Kirche im Innern wieder ihre ursprüngliche Farbigkeit erhielt.

## Beschreibung

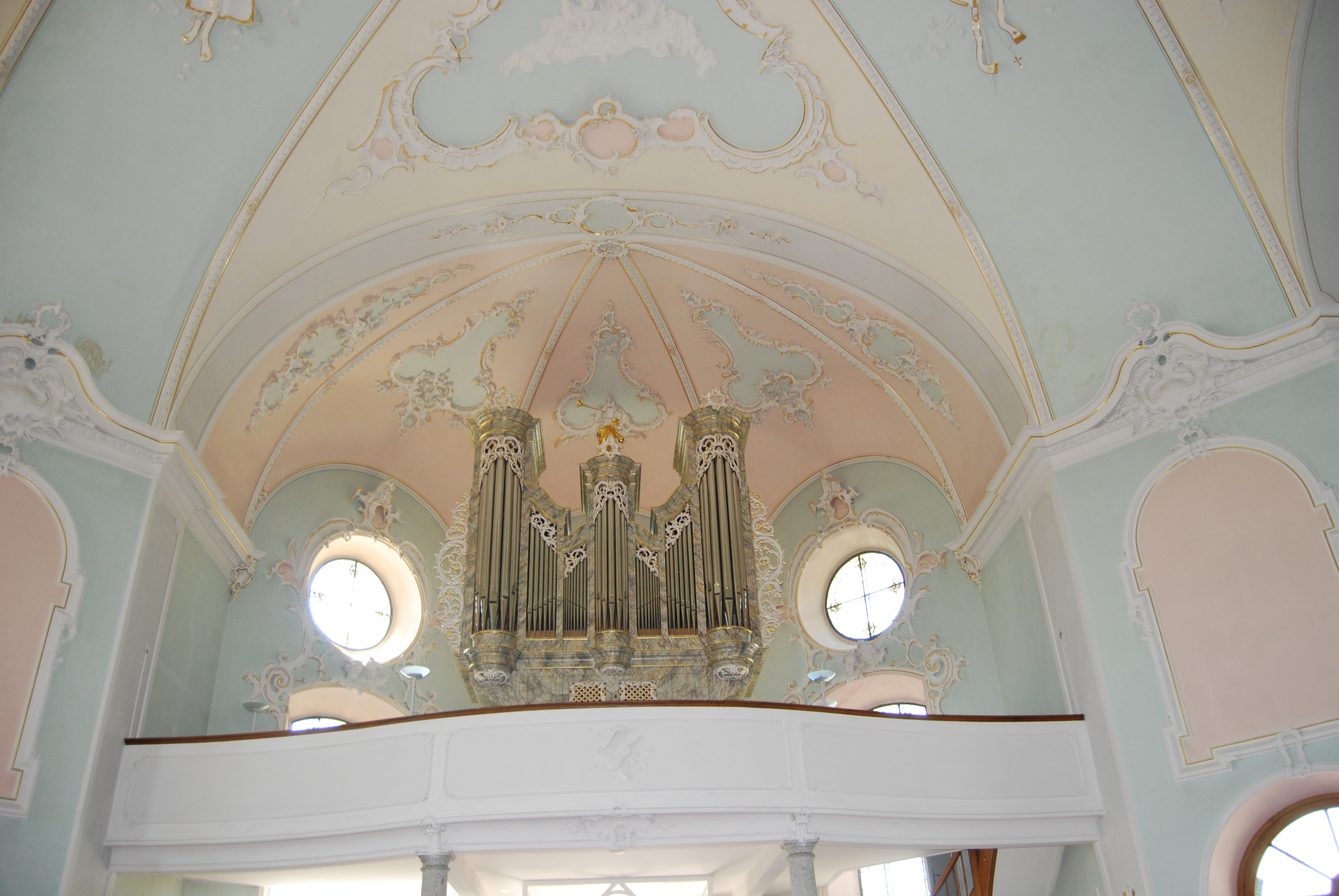
Orgel

Die Schlosskirche erhebt sich an beherrschender Stelle über dem Dorf Niedergösgen. Der zum Kirchturm umfunktionierte Burgturm besitzt monumentale Ausmasse, das rohe Mauerwerk lässt seinen mittelalterlichen Ursprung erkennen. An ihn lehnt sich der neubarocke Zentralbau, der aussen ebenfalls nicht verputzt ist.
Das Innere des kreuzförmigen Zentralbaus ist in lichten Pastelltönen gehalten, wovon sich der Stuck in festlichem Weiss abhebt. Durch die mit Glasmalereien versehenen Fenster strömt gebrochenes Licht in den Raum. Fast die gesamte Ausstattung stammt aus der Bauzeit. Die heutige Orgel ist das dritte Instrument hier. Sie wurde 1997 von Armin Hauser (Kleindöttingen) gebaut und umfasst 25 Register auf zwei Manualen und Pedal.

## Glocken
Im Kirchturm (ehemaliger Burgturm) hängt das Geläut. Früher hingen hier wesentlich kleinere Glocken der Giesserei Causard aus Colmar, die 1904 gegossen worden waren. Seit Anfang der 1960er-Jahre besteht ein neues Geläut. Es beinhaltet sechs Glocken der Glockengiesseri H. Rüetschi und wurde 1962 in Aarau gegossen, als das grösste Geläute des Kantons Solothurn. Beim Motiv handelt es sich um ein erweitertes Salve-Regina-Motiv, welches in selber Disposition auch für die Geläute der Stadtkirche Zofingen, Aarau (kath.) sowie Pfarrkirche Pfäffikon SZ gewählt wurde, jedoch bei allen vier Geläuten unterschiedlich wirkt. Die Glockenstube ist halboffen.
1. Glocke: Christkönigsglocke, Gewicht: 7‘020 kg, Schlagton: Ges°
2. Glocke: Muttergottesglocke, Gewicht: 3‘415 kg, Schlagton: b°
3. Glocke: Bruderklausenglocke, Gewicht: 2‘000 kg, Schlagton: des‘
4. Glocke: Antoniusglocke, Gewicht: 1‘480 kg, Schlagton: es‘
5. Glocke: Josefsglocke, Gewicht: 845 kg, Schlagton: ges‘
6. Glocke: Schutzengelglocke, Gewicht: 660 kg, Schlagton: as‘